# 多気町町民バス

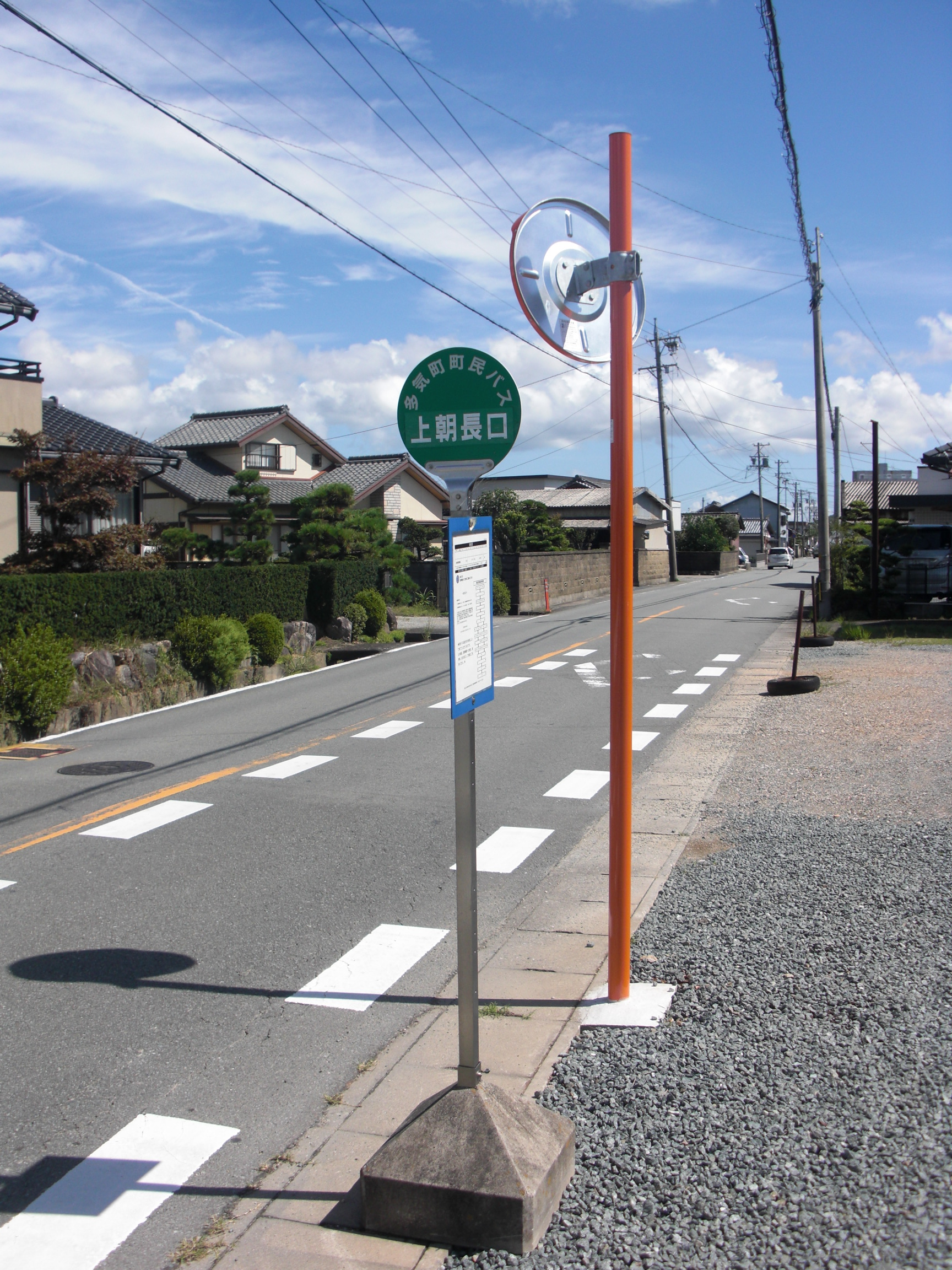
多気町町民バスのバス停（上朝長口バス停、多気町多気）
多気町町営バスでもそのまま使用している。

多気町町民バス（たきちょうちょうみんバス）は、三重県多気郡多気町の多気地域を運行していたコミュニティバスである。2009年（平成21年）4月に多気町巡回バスと統合され、多気町町営バスに引き継がれた。

## 路線

### 丹生線
- 大石 - ゆとりの丘 - 丹生大師 - 津留 - 相可高校前 - 射和 - 相可駅前 - 多気町役場 - 天啓の里

射和と小片野では三重交通に乗り換えが可能。

### 西相鹿瀬線
- 西相鹿瀬 - 多気駅 - 下河田 - 多気駅 - 相可駅前 - 多気町役場 - 天啓の里

### 佐奈線
月・水・金曜日運行
- 多気町役場 - 天啓の里 - JR佐奈駅 - 井戸谷 - ふるさと村前 - 多気町役場 - 相可駅前 - 射和 - 多気町役場

### 西池上線
火・木曜日運行
- 多気町役場 - 多気郵便局前 - 仁田 - 西池上公民館 - 多気駅 - 西池上公民館 - 仁田 - 天啓の里 - 多気町役場 - 相可駅前 - 多気町役場 - ふるさと交流館たき

## 歴史
- 1997年4月1日：西相鹿瀬線（多気町役場 - 多気駅 - 相鹿瀬間）を運行開始。
- 1998年
  - 4月1日：三重交通丹生線（53系統:松阪駅前 - 丹生大師前 - 大石間）廃止に伴い、町民バス丹生線（多気町役場 - 丹生大師 - 大石間）を運行開始。なお、丹生大師 - 大石間は、勢和村村民バスとして運行。
  - 6月1日：天啓の里へ延長。
- 2006年
  - 1月1日：勢和村との町村合併により、旧勢和村村民バスと統合。
  - 11月10日：佐奈線、西池上線の試行運行を開始。
- 2007年9月3日：佐奈線、西池上線の本格運行を開始。
- 2009年3月31日：町民バスとしての運行を終了。翌4月1日から多気町町営バスに引き継がれる。